# Lucie Höflich
Lucie Höflich (née Helene Lucie von Holwede en 1883 et morte en 1956) est une actrice allemande de cinéma et de théâtre, et une enseignante d'art dramatique.

## Biographie

### Théâtre

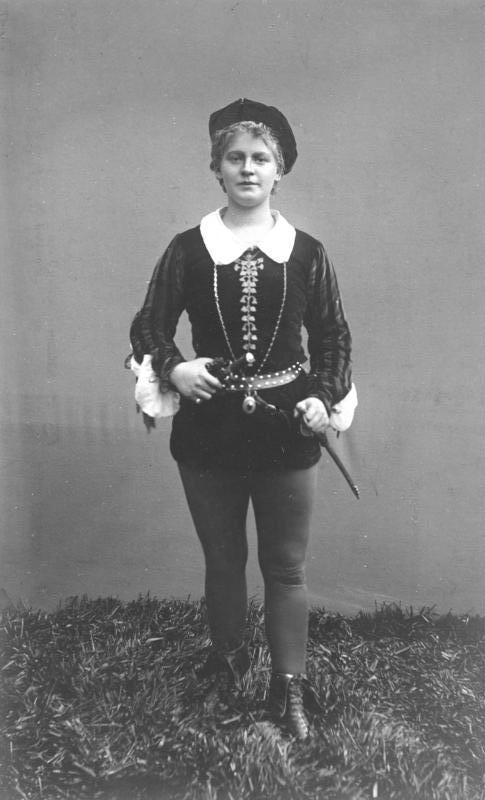
Lucie Höflich en 1907 dans La Nuit des rois de William Shakespeare.

Lucie Höflich a 16 ans lorsqu'elle commence à jouer au théâtre de Bromberg, ville qui faisait alors partie de l'Empire allemand (aujourd'hui Bydgoszcz en Pologne).
En 1903, Max Reinhardt la recrute pour jouer au Deutsches Theater de Berlin où elle reste jusqu'en 1932, après quoi, avec Ilka Grüning, elle dirige la Staatliche Schauspielschule (école nationale d'art dramatique.
À partir de 1936, elle a son propre théâtre à la Volksbühne et est nommée Staatschauspielerin (actrice d'état) en 1937 avant de cesser temporairement sa carrière théâtrale. Elle la reprend en 1946 pour diriger le Mecklenburgisches Staatstheater Schwerin (de), dont l'école d'art dramatique donne de nombreux talents.

### Cinéma
En 1913, elle fait sa première apparition au cinéma dans un film réalisé par Stellan Rye, Gendarm Möbius avant d'y revenir dans les années 1920.
Parmi les films auxquels elle a participé, on peut citer Katharina die Große (de) (superproduction de 1920), La Rue (premier film caractéristique d'un sous-genre du cinéma muet allemand, le Straßenfilm), Tartuffe (première adaptation de la pièce de Molière à l'écran), Peer Gynt (adaptation de la pièce et superproduction de la Bavaria Film), Le Président Krüger et Le Renard de Glenarvon (films de propagande nazie anti-britanniques).

## Filmographie sélective
- 1921 : Die Ratten de Hanns Kobe
- 1923 : La Rue de Karl Grune
- 1926 : Tartuffe de Friedrich Wilhelm Murnau
- 1926 : Le Canard sauvage de Lupu Pick
- 1931 : 1914, fleurs meurtries (1914, die letzten Tage vor dem Weltbrand), de Richard Oswald
- 1932 : Zum goldenen Anker
- 1933 : Fin de saison de Robert Siodmak
- 1937 : La Citadelle de Varsovie
- 1938 : Le Défi
- 1940 : Le Renard de Glenarvon (aussi connu sous le nom de Grandison, le félon)
- 1941 : Le Président Krüger
- 1943 : Tragique destin
- 1943 : Jeune fille sans famille
- 1955 : Ciel sans étoiles de Helmut Käutner

## Élèves[1]
- Dieter Dorn (1935)
- Irmgard Düren (1930 – 2004)
- Marianne Hoppe (1909 – 2002)
- Claus Jurichs (1935 – 2005)
- Camilla Horn (1903-1996)
- Evelyn Künneke (1921– 2001)
- Günter Lamprecht (1930)
- Gisela May (1924)
- Eberhard Mellies (1929)
- Otto Mellies (1931)
- Inge Meysel (1910 – 2004)
- Lilli Palmer (1914 – 1986)
- Annemarie Wendl (1914 – 2006)

## Sources
- (en) Cet article est partiellement ou en totalité issu de l’article de Wikipédia en anglais intitulé « Lucie Höflich » (voir la liste des auteurs).